# 전일본공수
전일본공수(일본어: 全日本空輸 젠닛폰쿠유[*], 영어: All Nippon Airways)는 일본의 민간 항공사로 일본에서는 '젠닛쿠(全日空)'라고 부르며 외국에서는 약어인 ANA로 불리며 나리타 국제공항을 중심으로 한 국제선과 하네다 국제공항을 중심으로 한 국내선을 운영하고 있다. 다른 허브 공항으로는 오사카 간사이 국제공항, 오사카 이타미 공항, 나고야 주부 국제공항, 신치토세 공항(일본 국내선)을 사용하고 있으며 항공 동맹의 경우 대한민국의 민간 항공사인 아시아나항공이 속한 스타얼라이언스의 회원사이며 아시아나항공과는 협력관계에 있다.

## 역사

### 전후 개혁

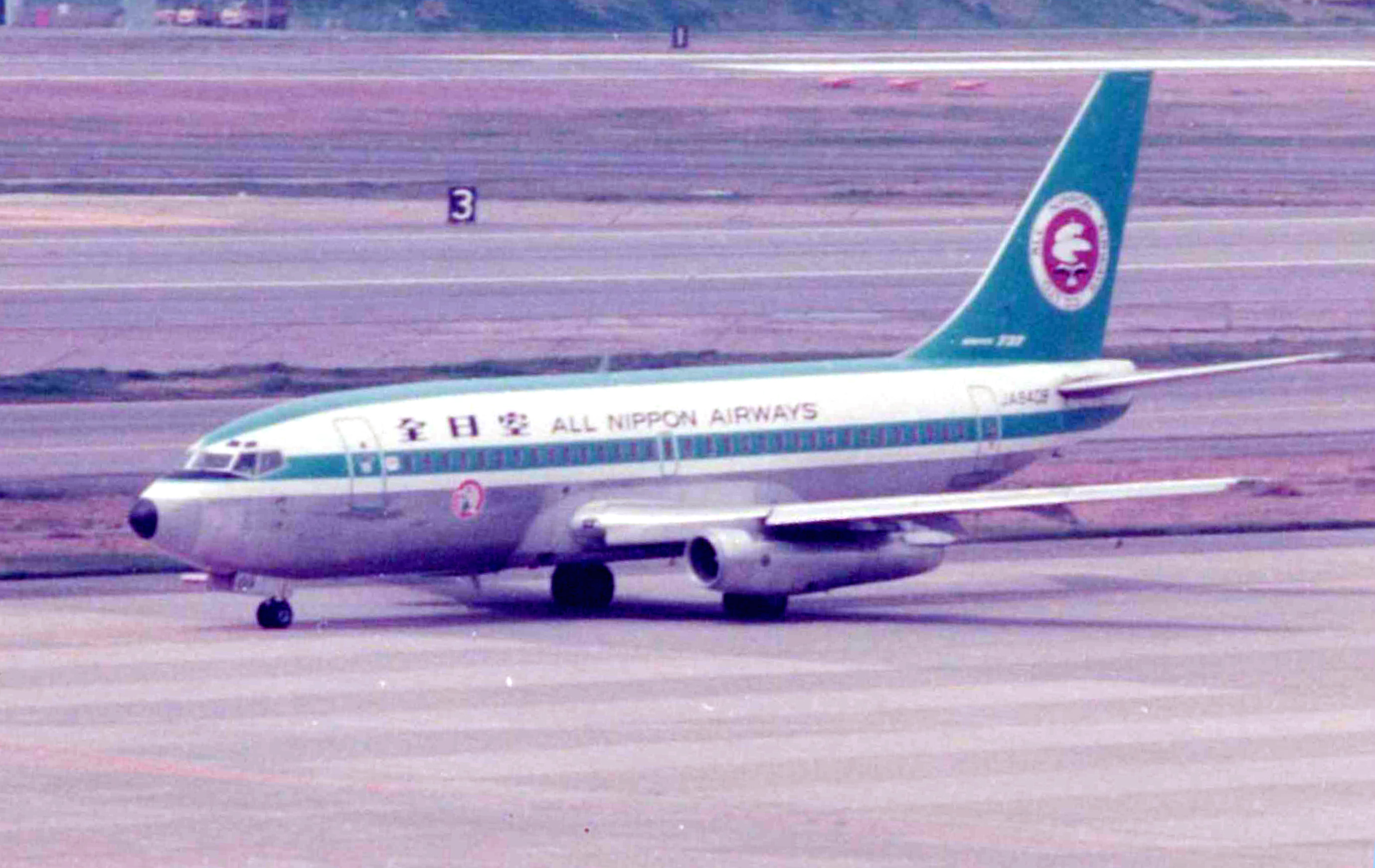
전일본공수의 보잉 737-200 구도색 (퇴역)

전일본공수는 1952년 12월 27일에 일본 헬리콥터 수송 주식회사로 설립됐다. 설립 당시부터 국내선을 주축으로 하였는데, 당시 일본 운수성의 지도로 일본항공은 국제선과 국내선 간선 노선에, 전일본공수는 국내선 간선 노선과 지역 노선, 비정기 국제선을 담당하였다. 1953년 2월부터 승객들을 운송하기 시작했으며, 1953년 12월 15일부터 정기 운항을 시작하였다. 1955년부터는 도쿄와 오사카 간 정기 화물을 실어나르기 시작했다. 같은 해에 더글러스 DC-3이 도입되었다.
1957년에 현재의 사명인 전일본공수로 사명을 개칭하였다. 1957년 12월 1일 작은 경쟁사인 극동항공을 인수하여 자본금 600만 엔에 이르게 되었다. 1959년 4월에 전일본공수의 증자 몫 중 2억 엔을 일본항공이 인수하였고 일본항공의 임원이 수락하면서 업무 제휴를 맺기 시작했다.

### 고도 성장기
1960년대에 전일본공수는 서서히 성장하였다. 1960년에 보유 기종에 빅커스 비스카운트가 추가되었고, 1961년에 당시 미국의 지배를 받았던 오키나와의 정기 노선으로 가고시마 ~ 오키나와 국제선 노선을 취항했으며 포커 27 기종을 도입했다. 같은 해 오사카 증권거래소와 도쿄 증권거래소에 상장되었다. 1963년에 후지타 항공을 합병하여 자본금이 40억 엔에 이르게 되었다. 1965년 보잉 727 기종으로 첫 제트 비행기 운항을 시작해 도쿄에서 삿포로 국내선 노선에 투입했고 여기에 곧 YS-11이 추가되었다. 1969년에는 보잉 737을 도입하였다.
1971년 2월 3일 하네다 ~ 홍콩 간의 전세기 편으로 국제선 운항을 처음 시작하였다. 1974년에 DC-10을 주문했다가 취소한 후, L-1011로 변경되었다. 1972년에 오키나와섬이 미국으로부터 반환을 받으면서 국내선 노선이 되었다. 1976년에 보잉 747-200이 최초로 도입했으며 주로 도쿄에서 후쿠오카와 삿포로 간 국제선 노선에 취항했다. 1978년 5월 20일 지바현 나리타에 신 공항으로 나리타 국제공항이 개항하면서 하네다 국제공항에 있던 국제선 노선이 이전되었다. 1983년에 보잉 767이 각각 도입되었다.

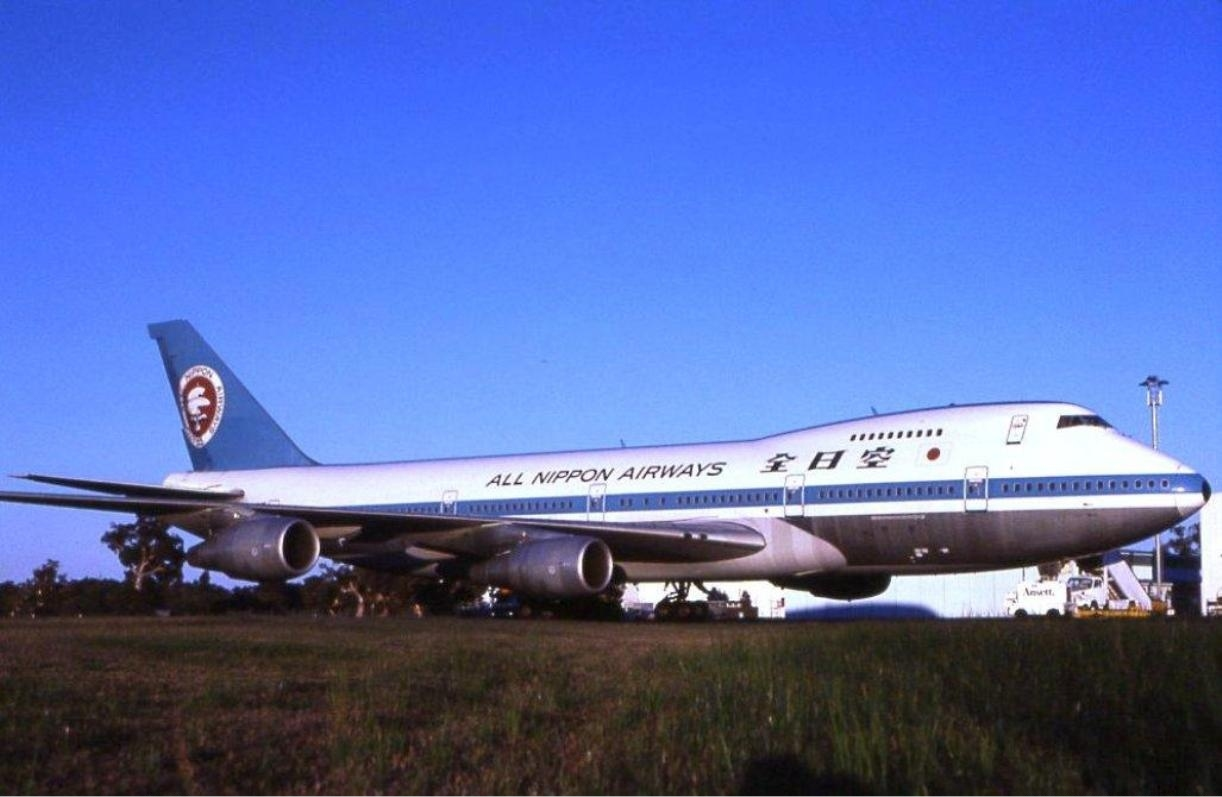
전일본공수의 보잉 747SR-100 구도색 (퇴역)

설립 당시에는 국내선만 운항했으나, 당시 운수성의 지도에 의해 일본항공은 국제선과 국내선 간선을 전일본공수는 국내선 간선과 국제선 전세편 노선을 운항했으며 토우아 국내항공은 국내선의 운항을 담당해 장기적으로 간선 노선에 운항한다. 그와 동시에 같이 운항이 제한된 45-47 체제의 붕괴로 1986년 3월 3일부터 국제선 정기편의 운항을 개시했다. 국제선 최초의 노선은 L-1011로 도쿄에서 괌까지 오가는 국제선 노선을 신설했으나 이후 운항이 중단되었다.

### 스타얼라이언스의 가입과간사이 국제공항개항
1986년 3월 3일부터 도쿄와 괌을 잇는 항공편으로 첫 국제선 정기 운항을 시작했고 곧 프랑크푸르트, 뉴욕, LA, 런던, 파리 등에 추가로 취항하였다. 1990년에 전일본공수는 아시아, 북아메리카, 유럽으로 서비스를 확대하였다. 또 에어버스의 A320-200, A321-100 기종과 보잉 747-400 기종을 도입했다. 1994년 간사이 국제공항의 개항 후 중국을 비롯한 아시아뿐만 아니라, 덴파사르, 양곤, 뭄바이, 호놀룰루, 밴쿠버, 브리즈번, 로마 등 국제선 노선을 개설했다. 같은 해 나고야부터 호놀룰루의 국제선 노선이나 후쿠오카에서 방콕이나 상하이, 다롄 국제선 노선도 개설하고 있었다. 한층 더 미국 국제선의 강화로 나리타부터 시카고나 샌프란시스코 국제선 노선을 개설한 것 외에 자카르타, 덴파사르, 뭄바이 국제선을 매일 운항했지만 항공 불황에 의해 운항이 중단된 노선도 있다.
1999년 10월에는 항공 동맹인 스타얼라이언스에 가입했다.
2001년의 9·11 테러가 터진 이후 미국의 대통령 조지 W. 부시 정부는 미국 영토에 비행기 이착륙을 다시 허용했고, 미국 워싱턴 D.C. 근교인 버지니아주 워싱턴 덜레스 국제공항을 출발하여 일본 지바현 나리타 국제공항으로 가는 전일본공수 747편이 이러한 허가에 따른 최초의 비행기로 알려져 있다.

### 현대 역사

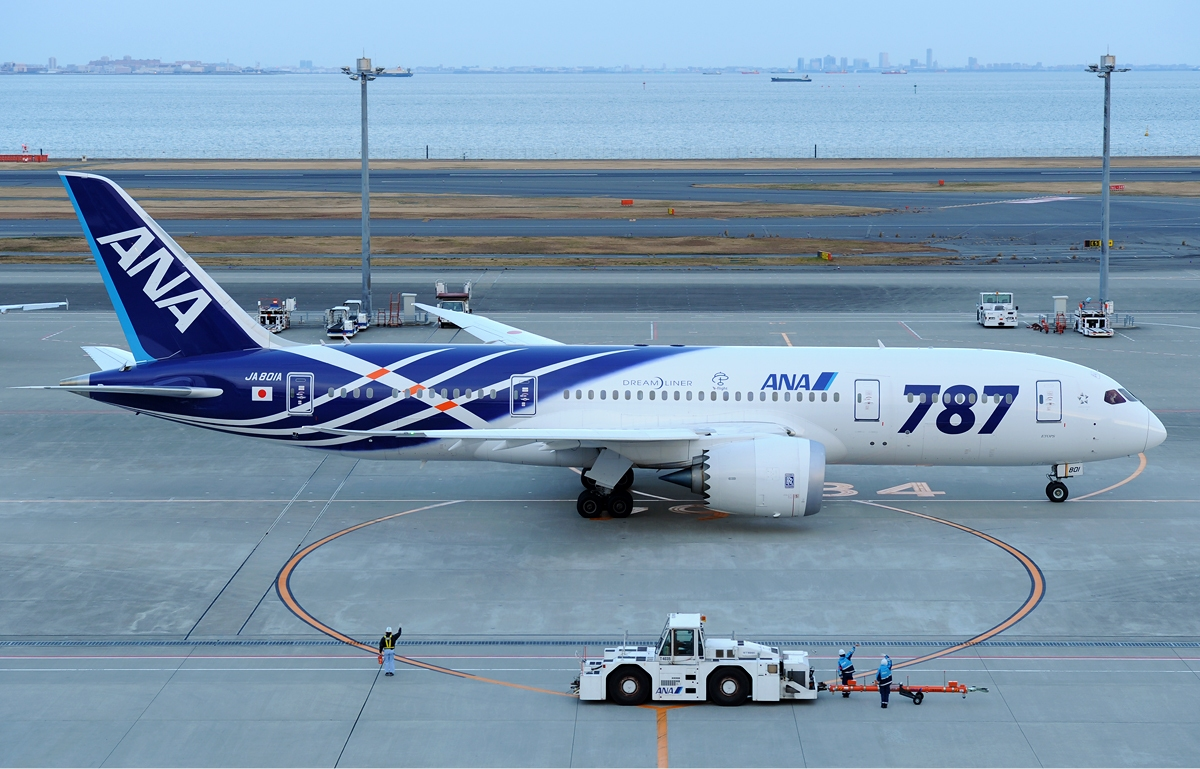
전일본공수의 보잉 787-8

2004년에 전일본공수는 저가 항공사인 에어 넥스트를 설립하고 같은 해 나고야 코마키 공항에 본사를 둔 나카니혼 항공(NAL)의 대주주가 되었으며 최초로 보잉 787 드림라이너를 주문했다. 2005년에 후쿠오카 공항을 출발하는 항공편을 운항하기 시작했고 같은 해 나카니혼 항공은 에어 센트럴로 명칭을 변경하고 같은 해 주부 센토레아 국제공항의 개항과 동시에 본사를 이전했다.
2008년에 보잉의 파업이 장기화되면서 보잉 787기의 수주가 늦어지게 되자, 에어버스 A380-800 기종을 5대 주문했다. 하지만 수요가 낮다는 이유로 2009년에 주문을 취소했다.
2010년 10월 에어 넥스트와 에어 센트럴이 합병되면서 ANA 윙스로 재편했다. 2011년에 말레이시아의 저가 항공사이자 에어아시아와의 합작 회사인 에어아시아 재팬과 피치 항공을 설립했으며, 이들 항공사는 2012년 3월과 7월에 국내선 취항을 시작으로 향후 국제선 노선도 확대할 계획이다.
한편 보잉 787-8이 2011년 9월부터 도입되기 시작했으며, 2013년부터 2018년까지 순차적으로 도입하였다. 2014년에는 보잉 787-9를 인도받았으며, 2019년 4월에는 787-10을 인도받았다.
Edy와 제휴하여 나온 마일리지 카드가 있지만, 일본에 주소를 둔 사람들에게 한하여 인터넷으로 신청하여 발급받을 수 있고 일본 외 거주자는 인터넷으로 Edy 겸용을 신청할 수 없다. 2017년 7월 3일에 발급이 중지됐다.
2016년에 A380-800의 도입을 다시 결정하고 3대를 주문했으며, 2019년에 첫 A380이 인도됐다. 해당 A380의 주문은 일본의 저비용 항공사인 스카이마크 항공이 무리하게 A380을 주문했다가 경영난에 빠지게 되자, 전일본공수가 경영 회생에 참가하는 과정에서 스카이마크 항공의 주문 일부를 인계받은 것이다. 이에 따라 A380을 마지막으로 인도받는 항공사로 기록되며, 전량 도쿄(나리타) - 호놀룰루 노선에 투입한다.

## 운항 노선
- 2019년 10월 현재 전일본공수는 다음과 같은 노선을 운항하고 있다.

### 코드셰어 협정
- 전일본공수는 다음과 같은 항공사와 코드셰어 협정을 하고 있다. 주로 스타얼라이언스 가맹사와 코드셰어를 하나 일본의 항공사와 코드셰어를 하고 있으며 스타얼라이언스의 회원에 소속되어 있다.[5]

| - KLM (스카이팀) - LOT 폴란드 항공 (스타얼라이언스) - TAP 포르투갈 (스타얼라이언스) - 가루다 인도네시아 항공 (스카이팀) - 남아프리카 항공 (스타얼라이언스) - 루프트한자 (스타얼라이언스) - 버진 오스트레일리아 - 베트남 항공 (스카이팀) - 브뤼셀 항공 (스타얼라이언스) - 산둥 항공 | - 선전 항공 (스타얼라이언스) - 솔라시드 항공 - 스위스 국제항공 (스타얼라이언스) - 스칸디나비아 항공 (스카이팀) - 스타플라이어 항공 - 싱가포르 항공 (스타얼라이언스) - 아시아나항공 (스타얼라이언스) - 아에로플로트 (스카이팀) - 아비앙카 항공 (스타얼라이언스) - 아이벡스 항공 | - 에바 항공 (스타얼라이언스) - 에어 뉴질랜드 (스타얼라이언스) - 에어 돌로미티 - 에어 마카오 - 에어재팬 (자회사) - 에어 캐나다 (스타얼라이언스) - 에티오피아 항공 (스타얼라이언스) - 에티하드 항공 - 오리엔탈 에어 브릿지 - 오스트리아 항공 (스타얼라이언스) | - 유나이티드 항공 (스타얼라이언스) - 유로윙스 - 준야오 항공 - 중국국제항공 (스타얼라이언스) - 타이 항공 (스타얼라이언스) - 터키항공 (스타얼라이언스) - 필리핀 항공 - 하와이안 항공 - 홋카이도 국제항공 |

## 보유 기종
- 2025년 5월 전일본공수는 다음과 같은 기종을 보유하고 있다.[7][8]

## 픽션

### 굿 럭
- 2003년 1월에서 3월 초까지 일본 민영방송 TBS 일요극장(일요일 9시)에서 방영되었던 드라마 굿 럭을 후원하였다. 이 드라마에서 전일본공수는 항공기와 정비창, 시뮬레이터, O.C. 등의 여러 시설을 제공하였다.[25]

### 해피 플라이트
- 영화 해피 플라이트 촬영 시 자사가 보유하고 있는 보잉 747-400 항공기 1대(등록번호 JA8096)를 15일간 무상 대여하였다.

### 포켓몬 제트
- 포켓몬 제트는 전일본공수에서 만든 항공기들로 포켓몬스터의 포켓몬을 테마로 하였고, 도장 작업은 이타미 국제공항에서 했다.

### 마린 점보
- 마린 점보는 전일본공수의 항공기로 고래와 바다 동물들을 테마로 하였고 1993년부터 약 1년 반 사이 국내선 정기편에 취항했으며 일본 전 공항을 교대로 방문하는 형태로 운항했다.

## 자회사 및 제휴 회사

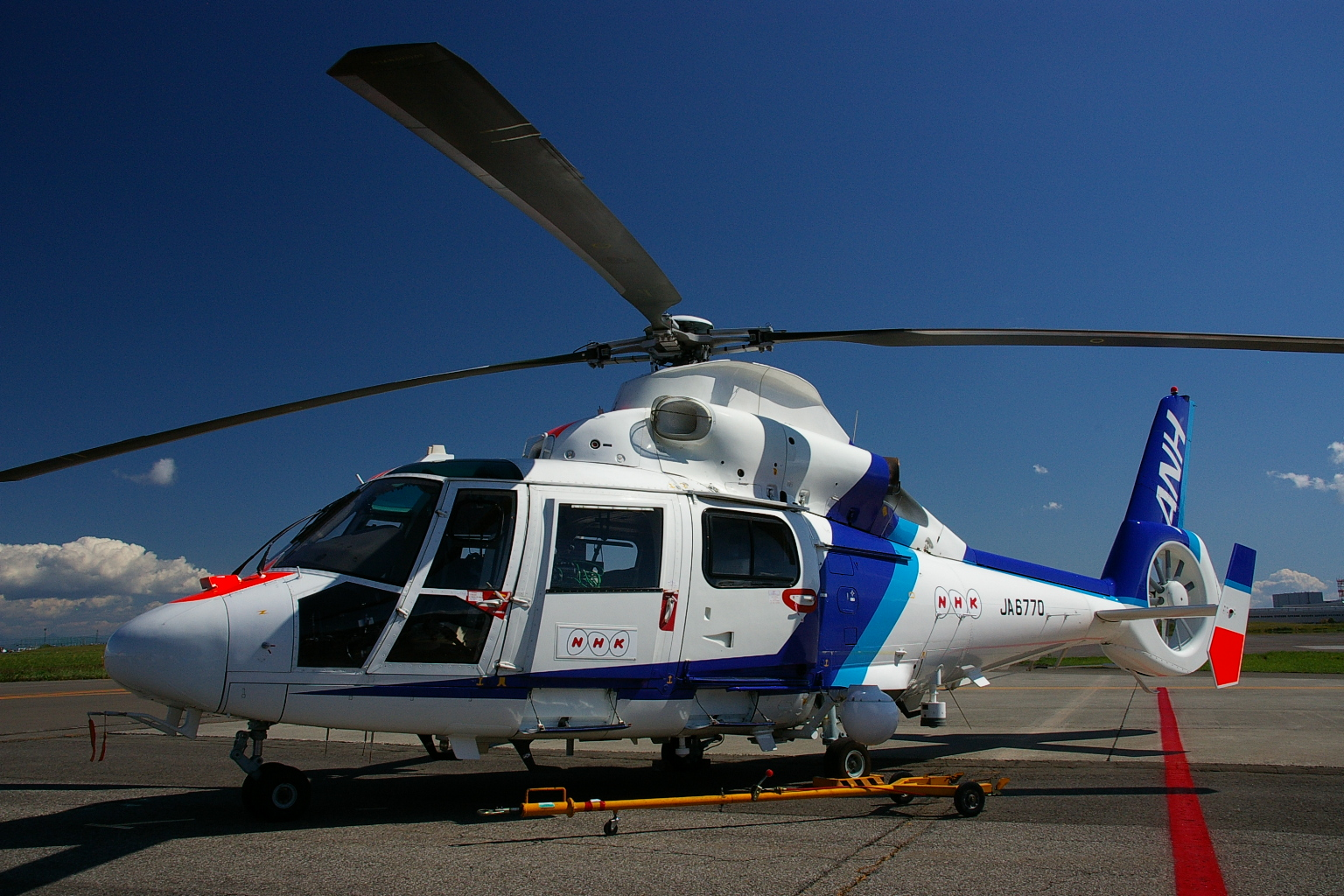
전일본 헬리콥터의 유로콥터

### ANA 카고
- ANA 카고는 ANA 그룹의 화물 서비스의 브랜드로 2007년 6월 현재, 국내는 135개 노선 937편의 항공편을 제공한다. 국제선의 경우 ANA와 에어재팬을 통해 28개 도시에 주간 700여 항공편을 제공한다.

### ANA 커넥션
- ANA 커넥션은 ANA 그룹의 지역 항공사 브랜드로 2012년 3월 현재, 국내선 노선을 운항하고 있으며 일본의 지역 항공사인 아이벡스 항공을 통해 일본 국내선을 제공한다.

### ANA 윙스
- ANA 윙스(영어: ANA WINGS CO. LTD, 일본어: エーエヌエーウイングス)는 일본 도쿄도 오타구에 본사를 둔 지역 항공사로 일본 전 지역을 연결하는 국내선을 운영하고 있으며 2010년 10월 에어닛폰네트워크, 에어 넥스트, 에어 센트럴이 합병되어 재편된 항공사이다.

### ANA&JP 익스프레스
- ANA&JP 익스프레스(영어: ANA & JP Express Co, Ltd, 일본어: ANA&JPエクスプレス)는 일본 도쿄도 미나토구에 본사를 둔 화물 항공사로 2006년에 에어재팬에서 분리되어 설립해 2010년에 다시 에어재팬으로 합병된 회사로 당시 전일본공수 51.7%, 일본우편 사업 33.3%, 일본통운 10.0%, 상선 미쓰이 5.0%의 지분을 가지고 있었다.

### 에어닛폰
- 에어닛폰(영어: Air Nippon CO. LTD, 일본어: エアーニッポン株式会社)은 1974년에 설립된 일본의 항공사로 허브 공항의 경우 도쿄 국제공항과 나리타 국제공항을 사용하고 있다.

### 에어재팬
- 에어재팬(영어: Air Japan CO. LTD, 일본어: 株式会社エアージャパン)은 1990년에 설립된 일본의 항공사로 2006년 화물 부문이 ANA&JP 익스프레스로 분할했으나 2010년에 다시 합병되었고 모든 여객 노선과 코드 공유의 경우 전일본공수와 공유한다.

### 일본화물항공
- 일본화물항공(영어: NIPPON CARGO AIRLINES CO. LTD, 일본어: 日本貨物航空)은 일본 유센 주식회사와 합작으로 1978년에 설립한 일본의 화물 항공사로 2005년에 모든 지분을 일본 유센 주식회사에 매각했으며 현재는 기술만 제휴하고 있다.[26]

### 피치 항공
- 피치 항공(영어: Peach Aviation)는 일본의 저가 항공사로 2011년에 설립되어 2012년 3월부터 국내선을 시작으로 향후 국제선 노선도 확대될 계획이다.

### 바닐라 에어
- 바닐라 에어(영어: Vanilla Air, 일본어: バニラ・エア)는 일본의 저가 항공사로, 전일본공수의 자회사로 2019년 10월 26일 피치 항공에 흡수되었다.

### 기타 자회사
- 전일본 헬리콥터 (일본 NHK 공개 방송을 위해 투입)
- 나고야 철도 (전일본공수가 지분을 반소유)
- 올익스프레스 (알렉스)

## 사건 및 사고
- 전일본공수 60편
- 전일본공수 61편
- 전일본공수 1603편 동체착륙 사고

## 사진

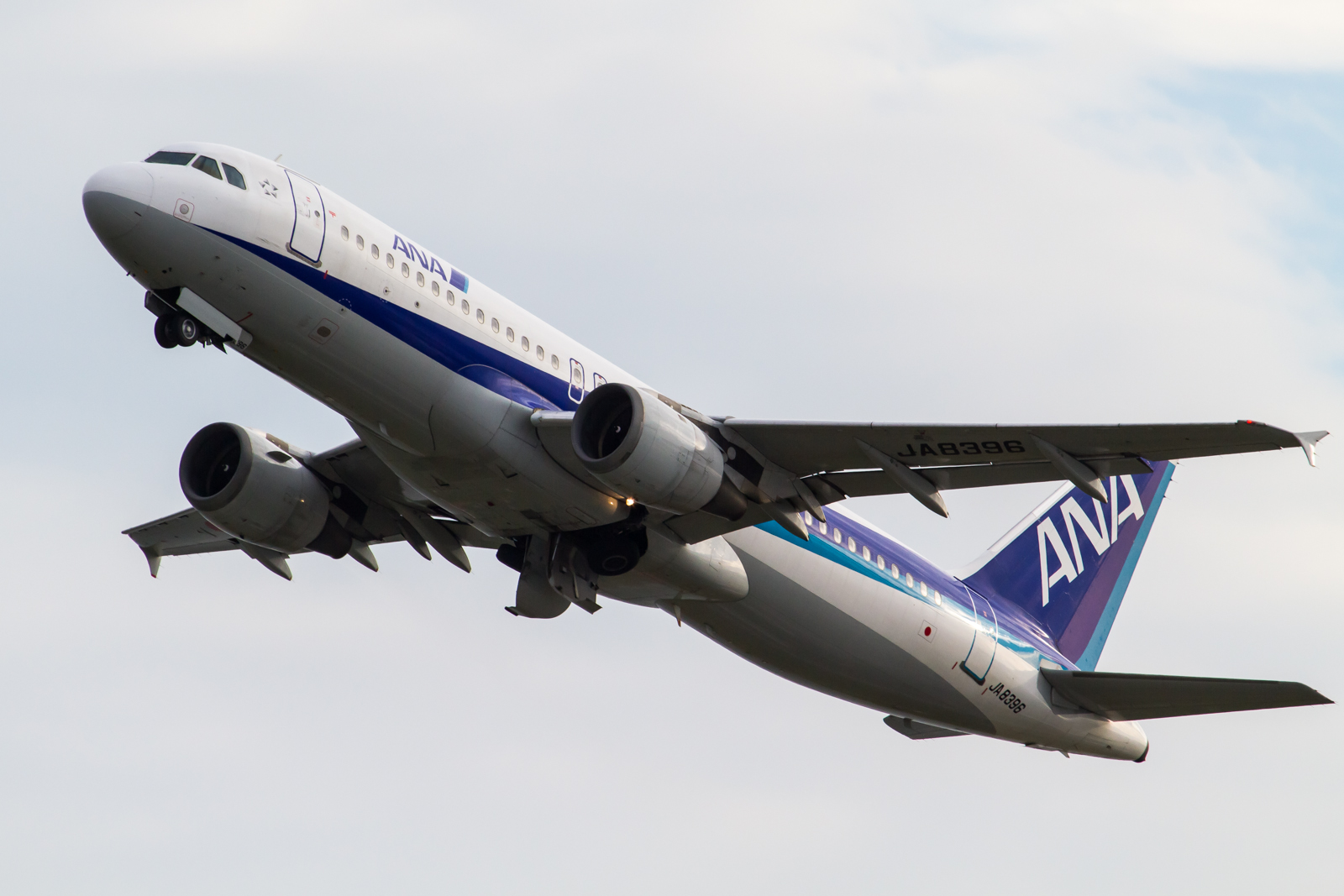
전일본공수의 에어버스 A320-200
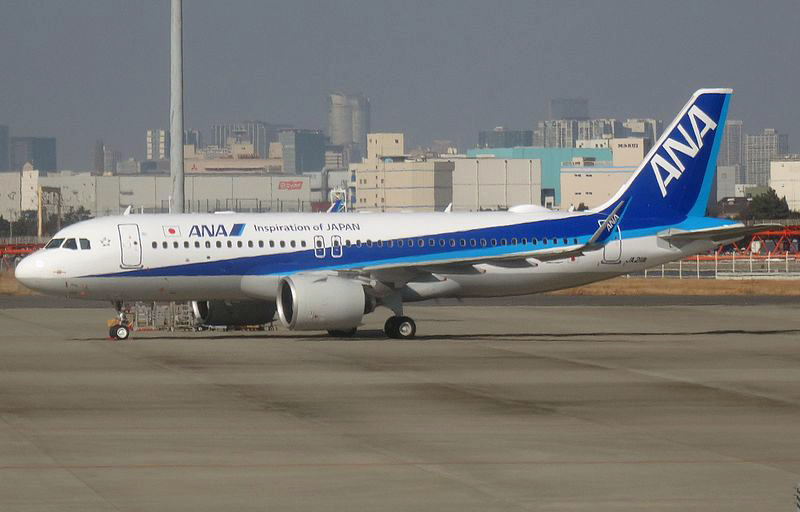
전일본공수의 에어버스 A320neo
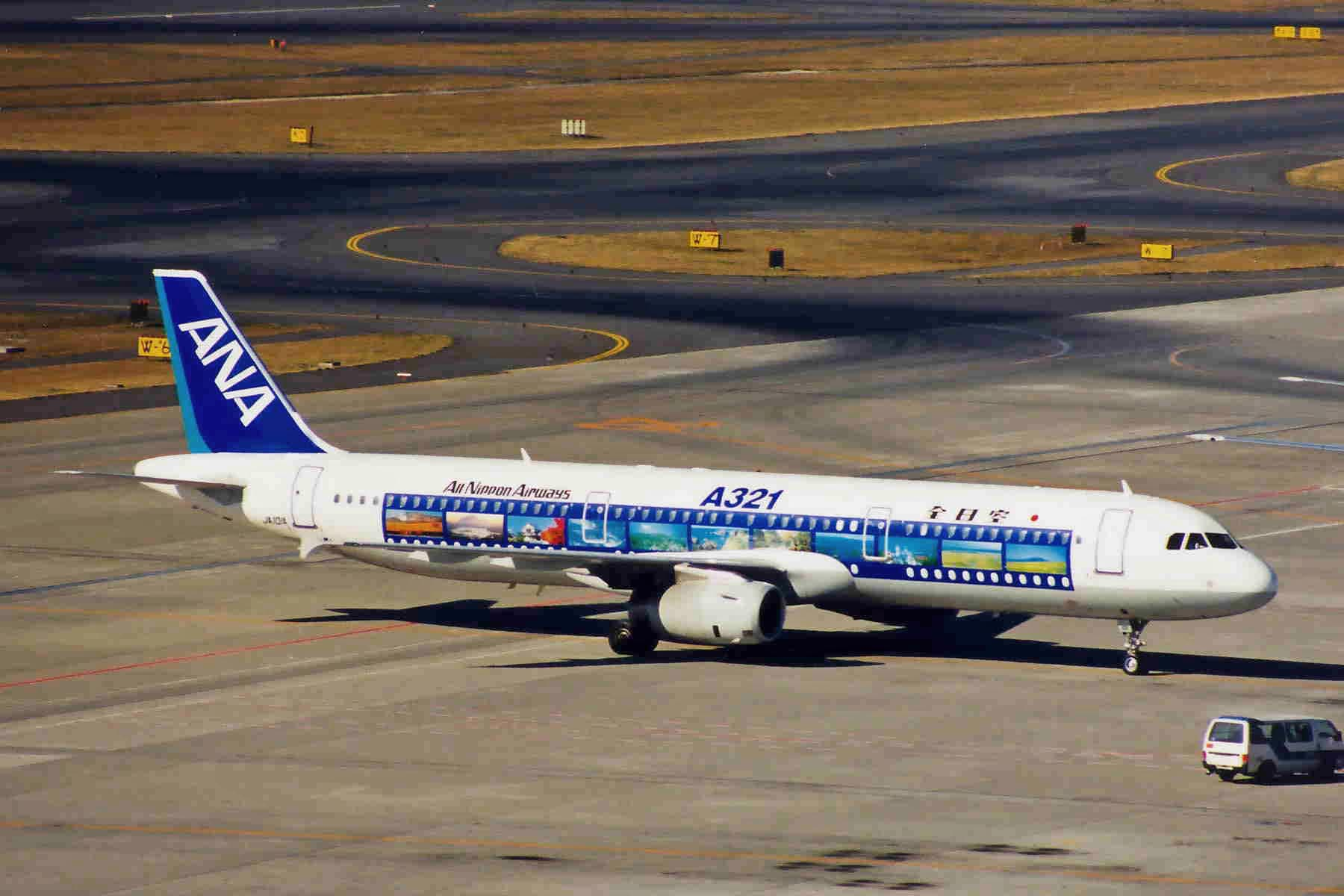
전일본공수의 에어버스 A321-100
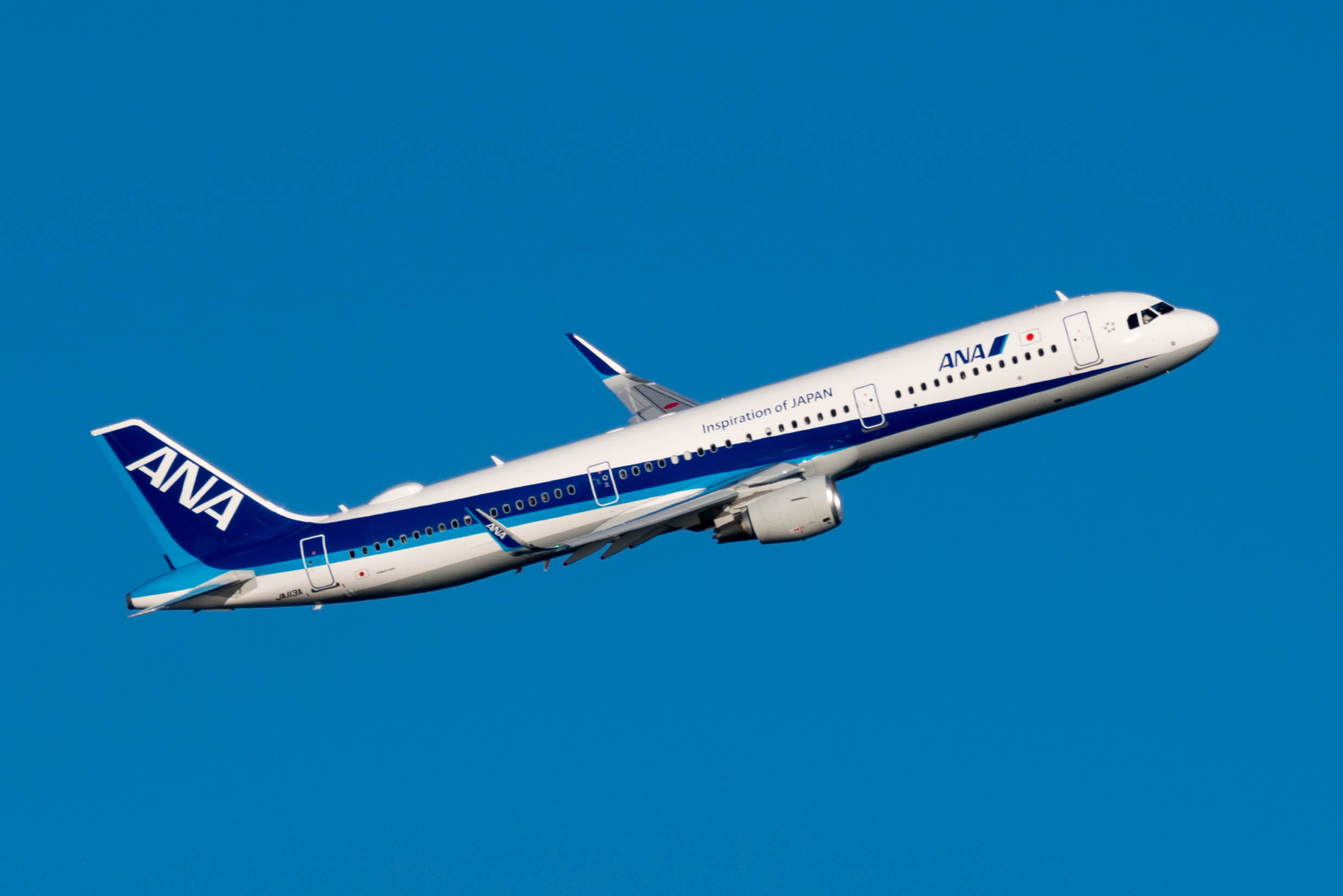
전일본공수의 에어버스 A321-200
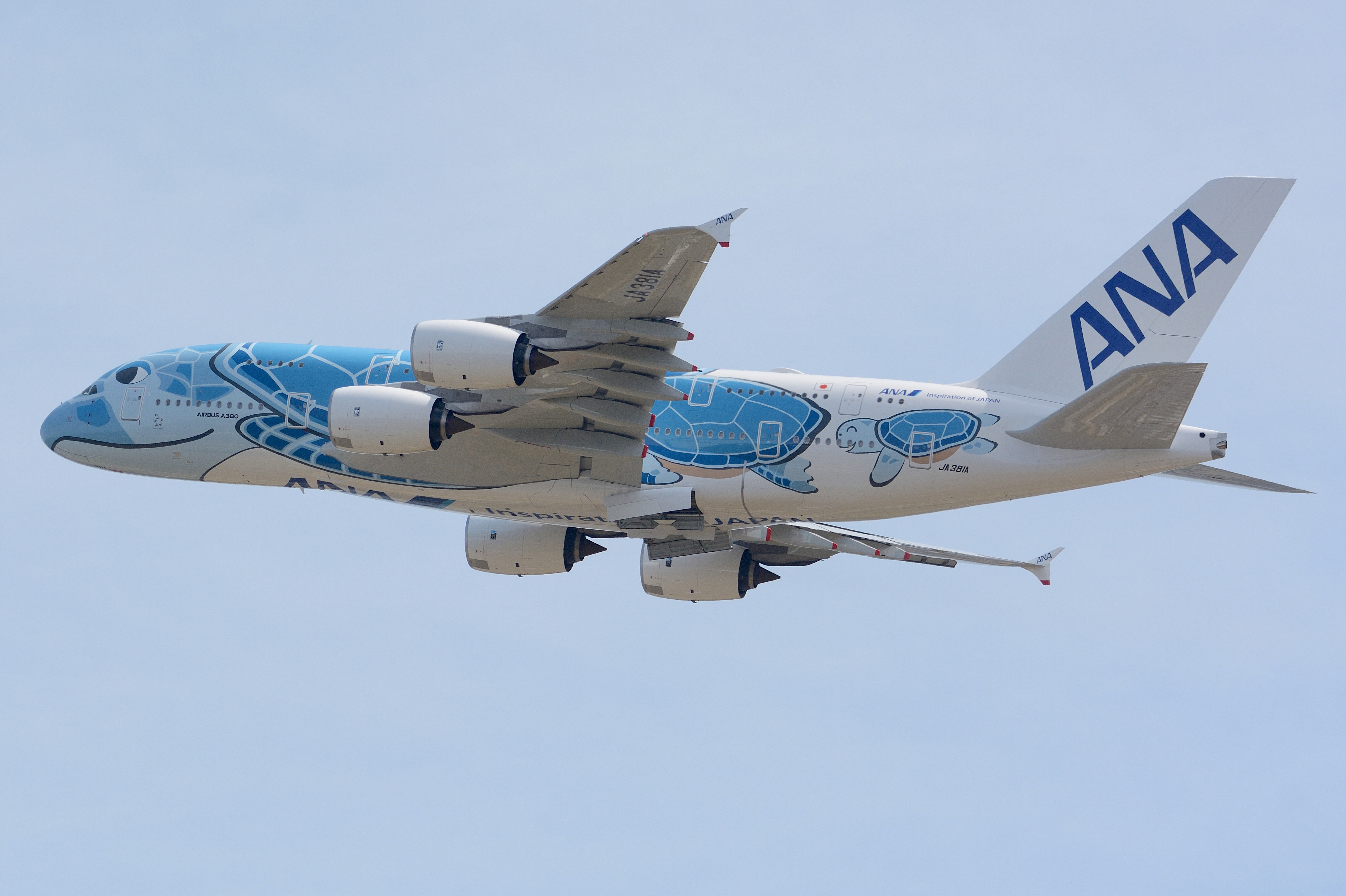
전일본공수의 에어버스 A380-800
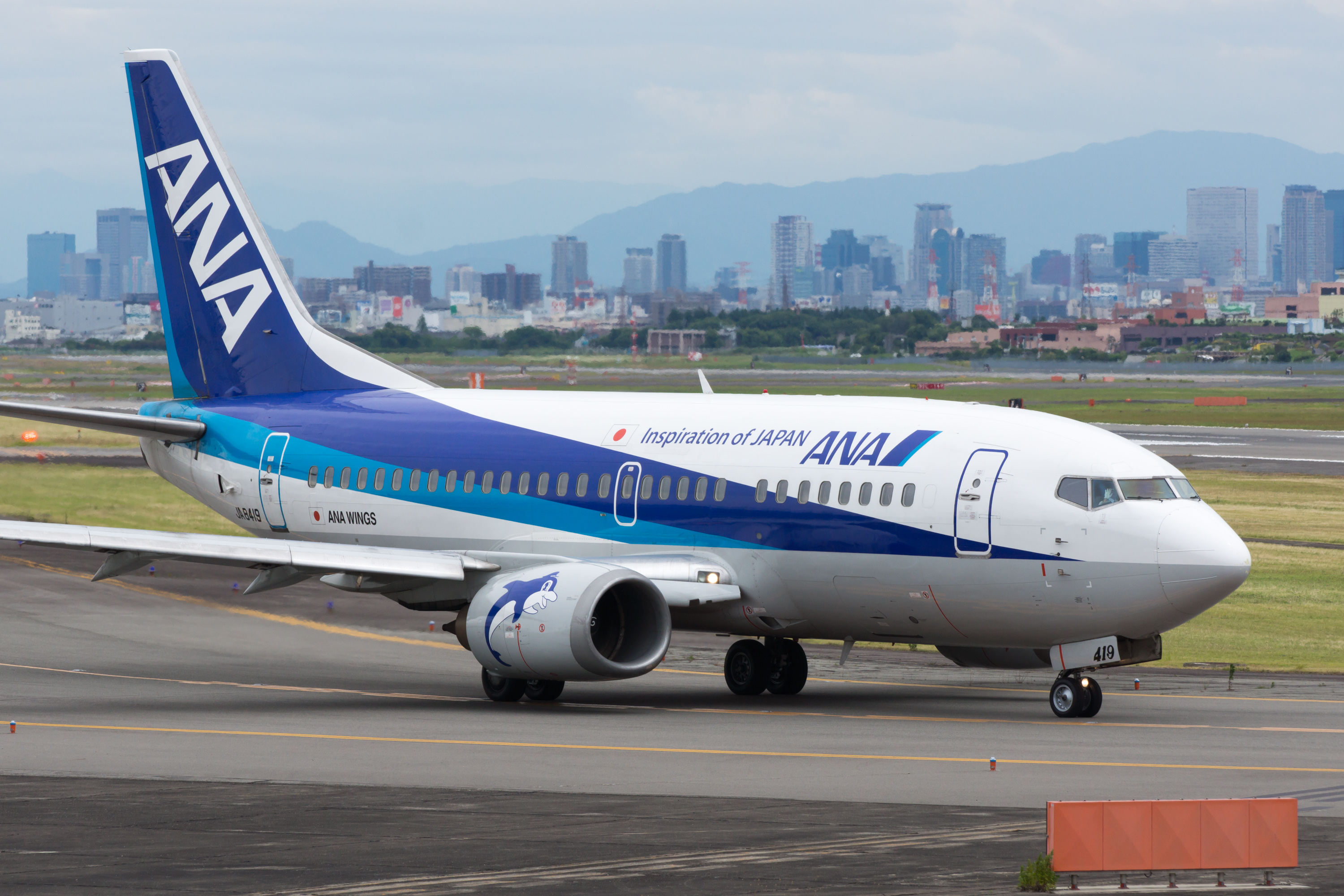
전일본공수의 보잉 737-500
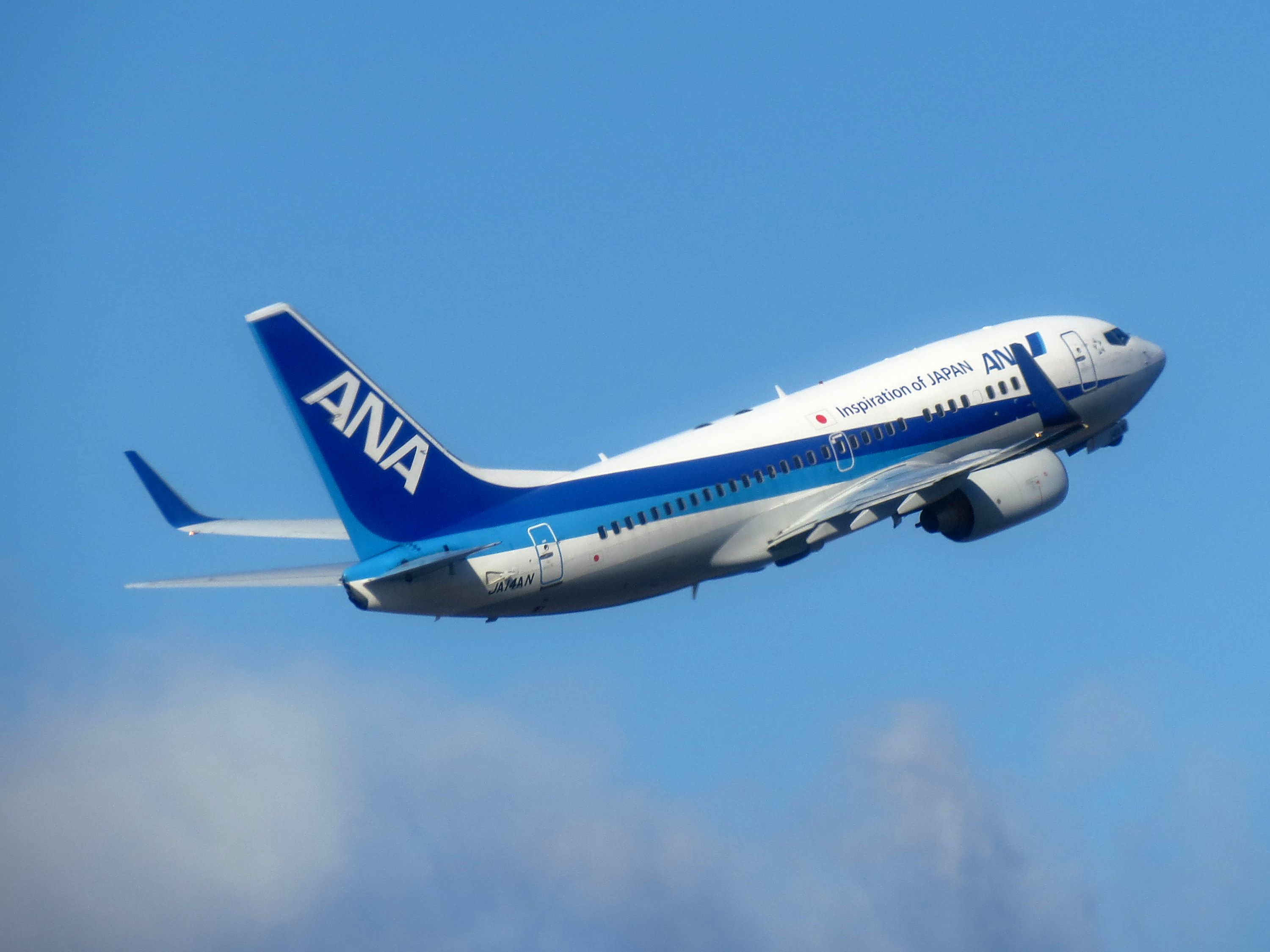
전일본공수의 보잉 737-700
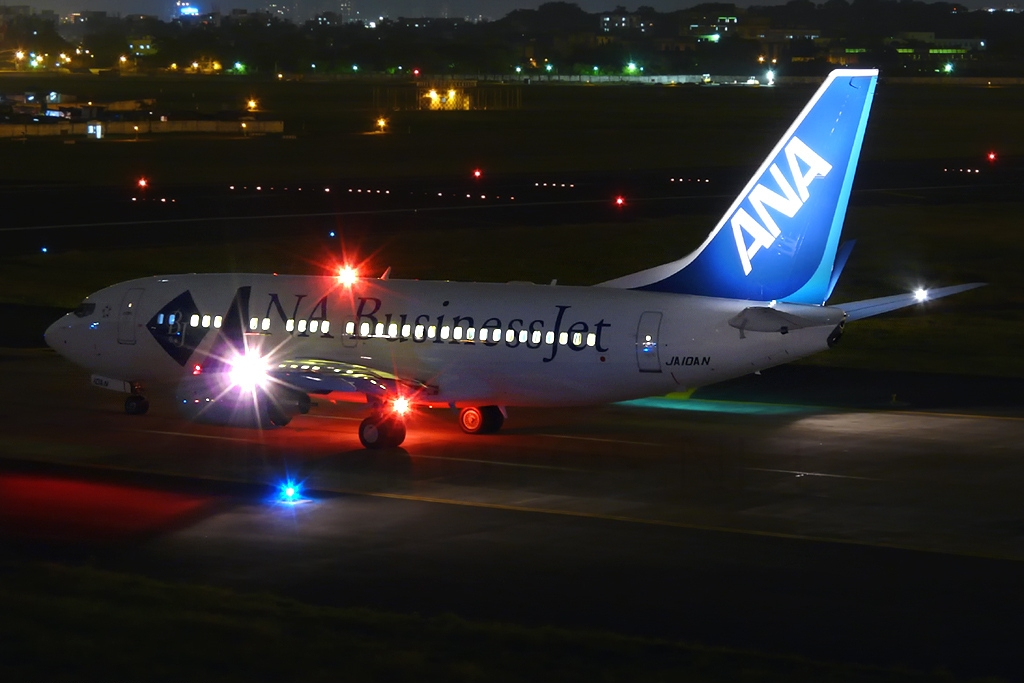
전일본공수의 보잉 737-700ER
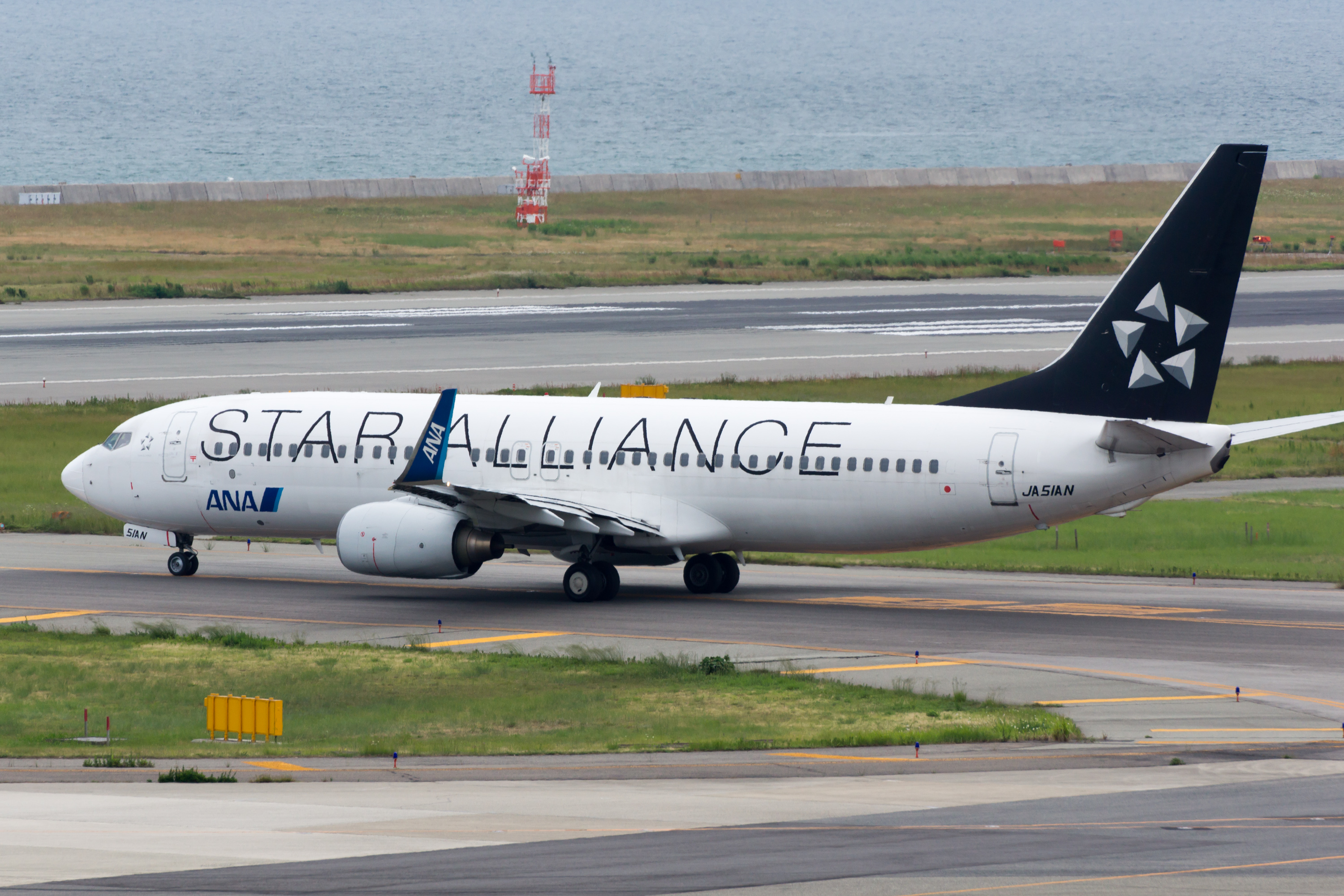
스타 얼라이언스 도장을 적용한 전일본공수의 보잉 737-800
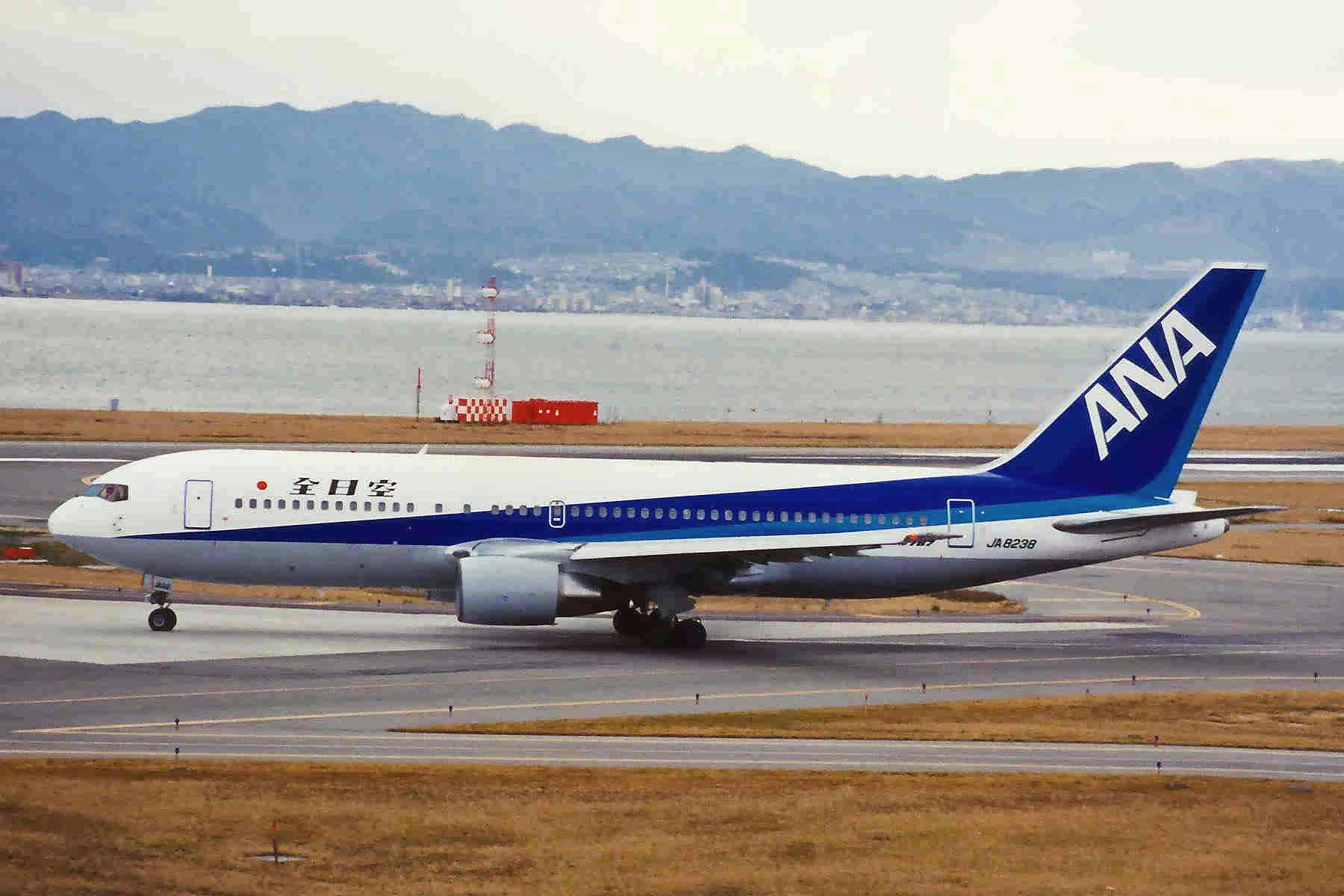
전일본공수의 보잉 767-200
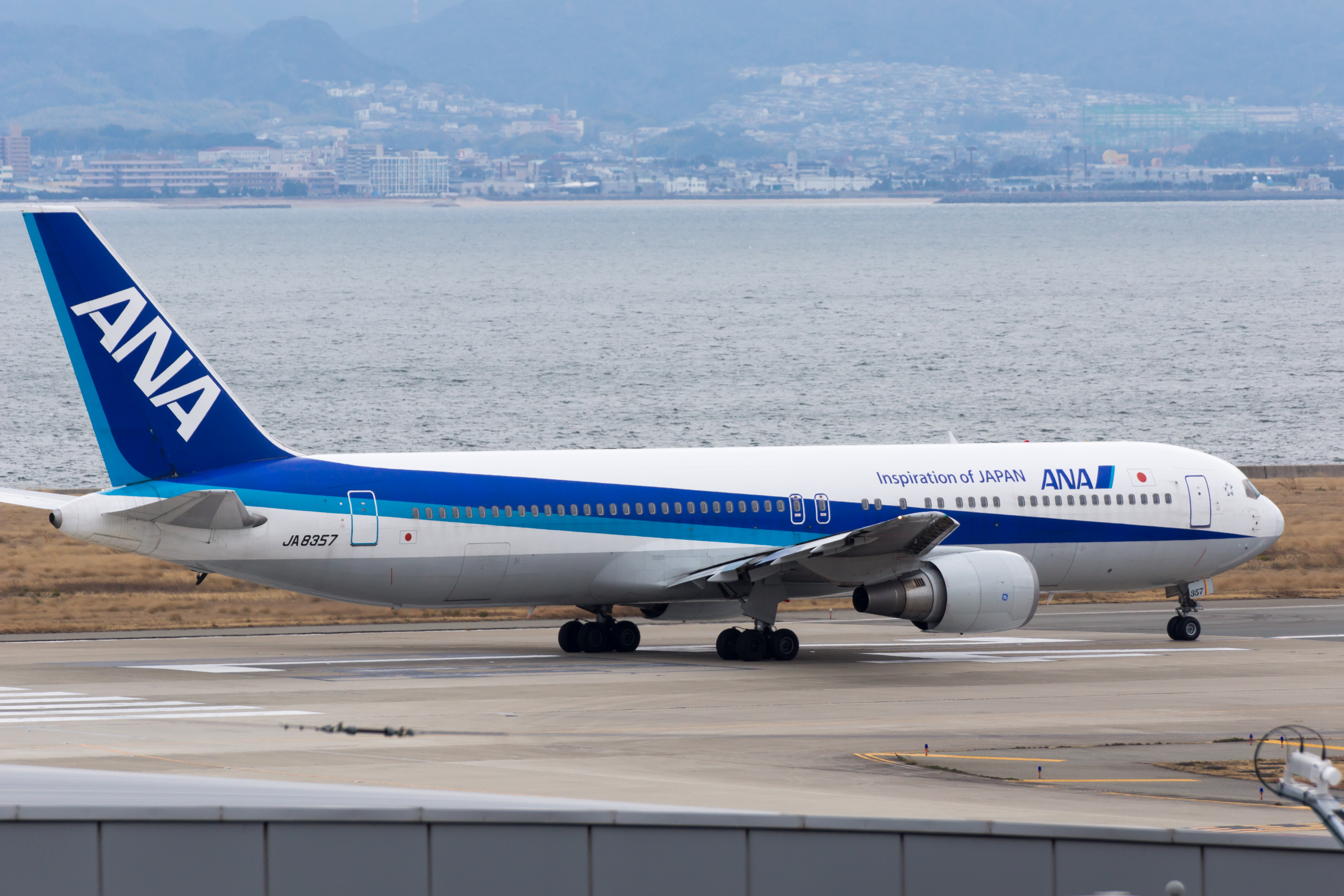
전일본공수의 보잉 767-300
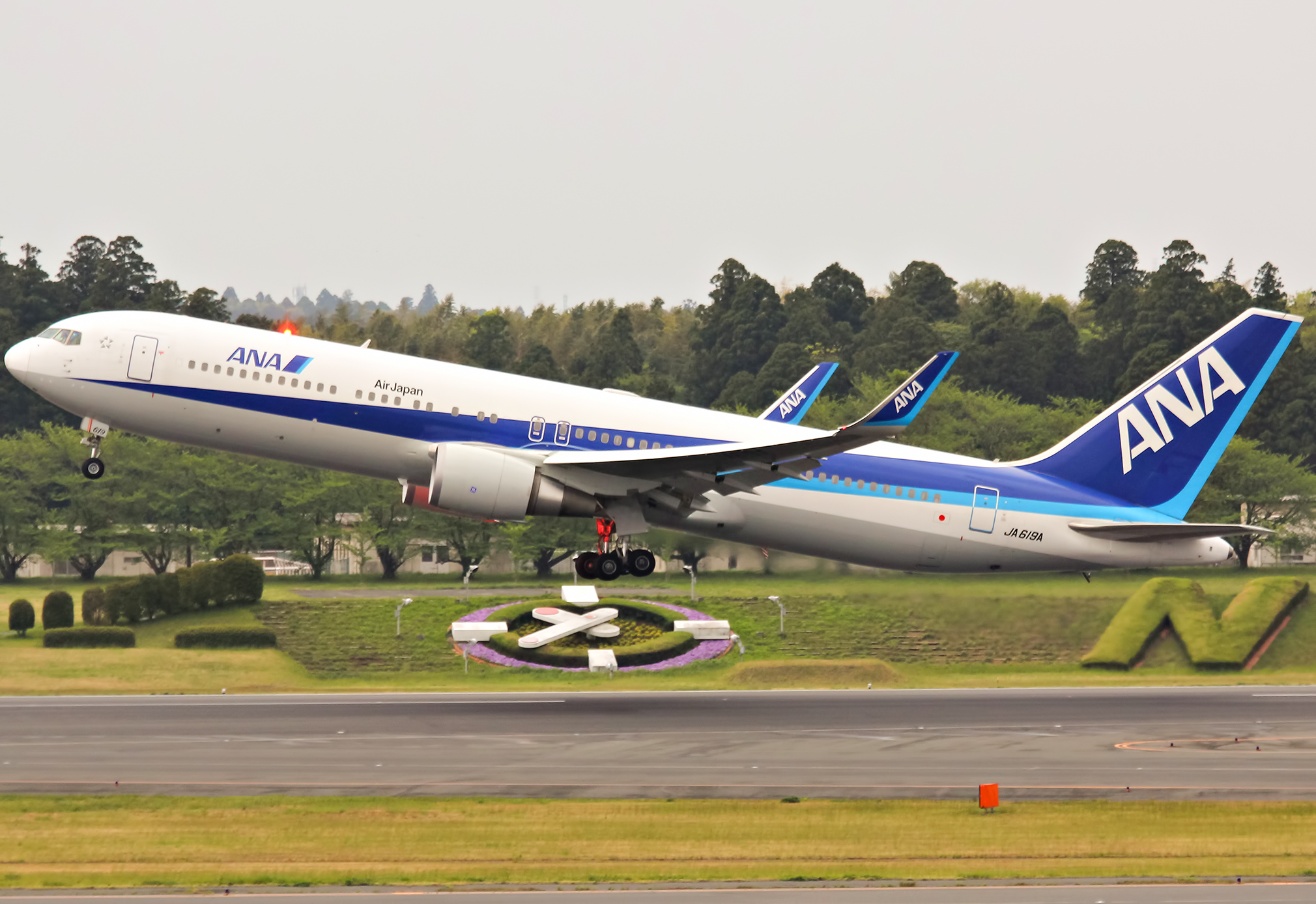
전일본공수의 보잉 767-300ER
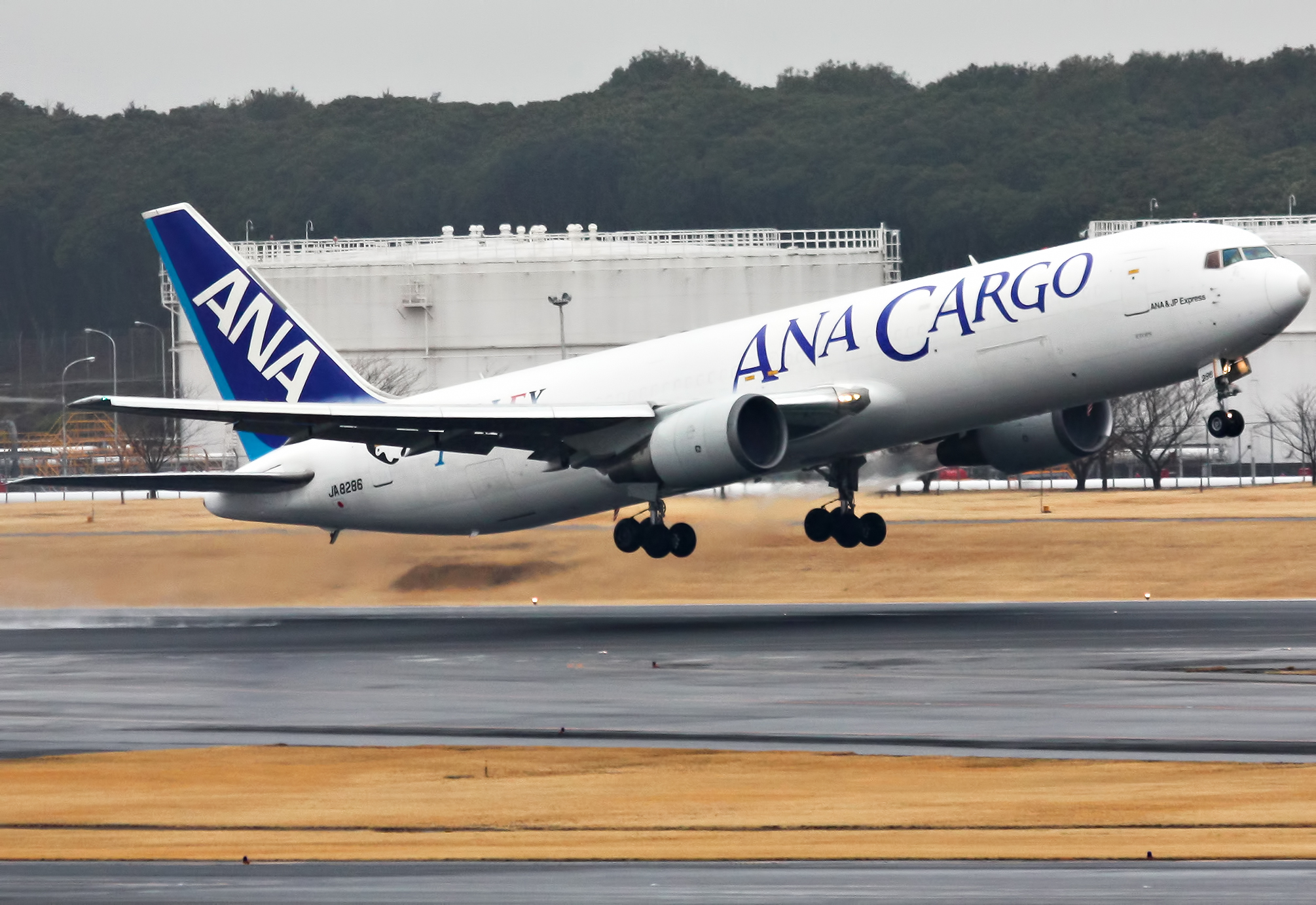
전일본공수의 보잉 767-300ER/BCF
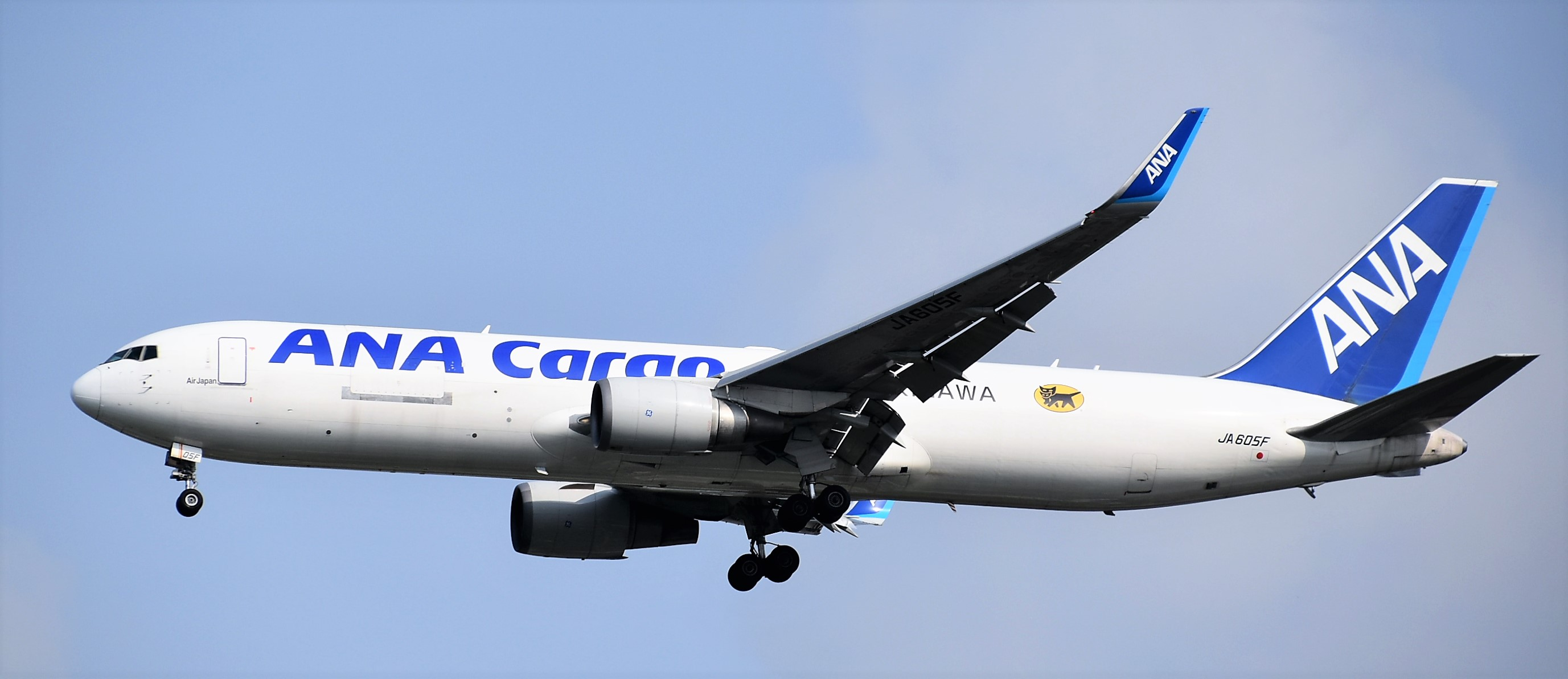
전일본공수의 보잉 767-300ERF
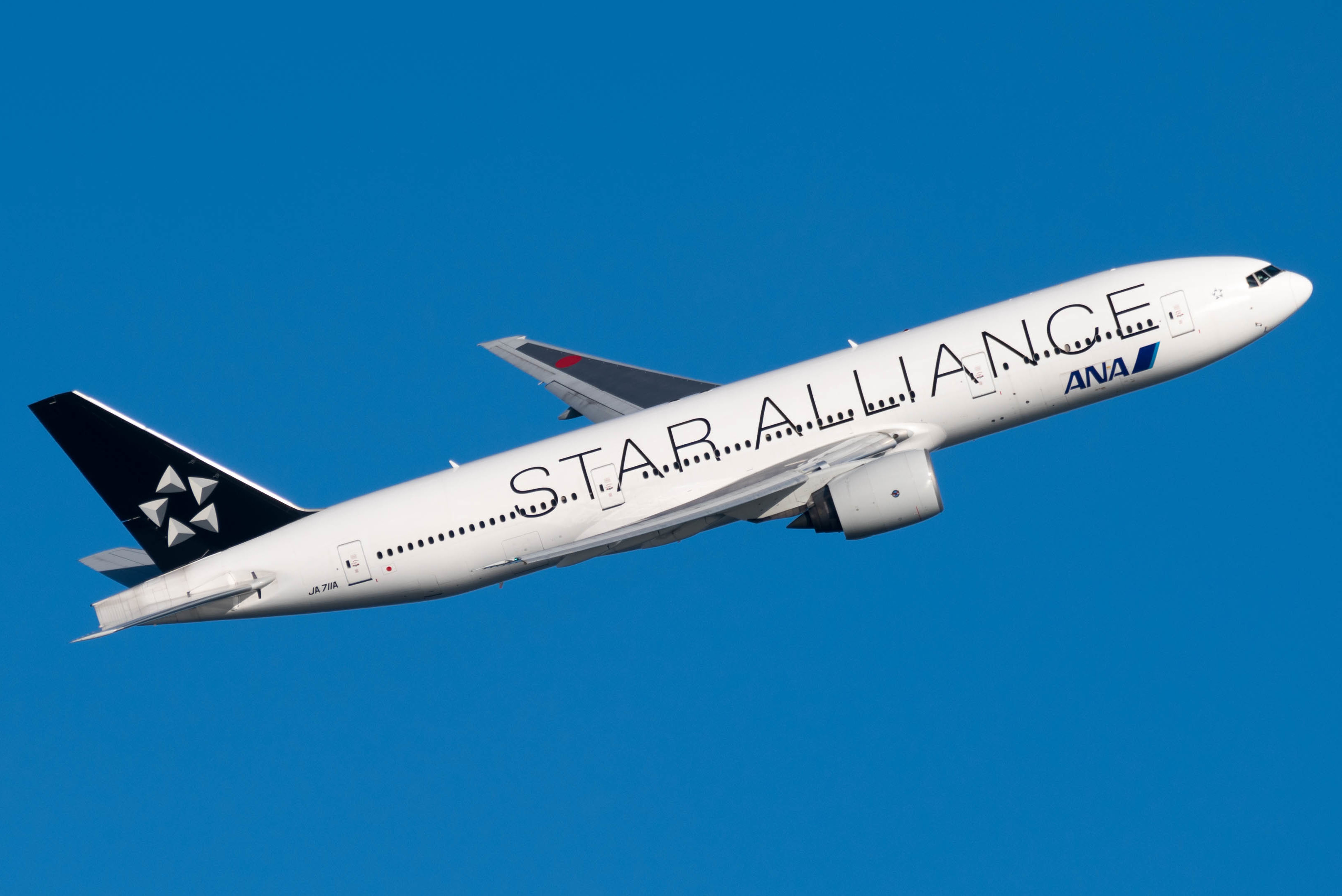
스타 얼라이언스 도장을 적용한 전일본공수의 보잉 777-200
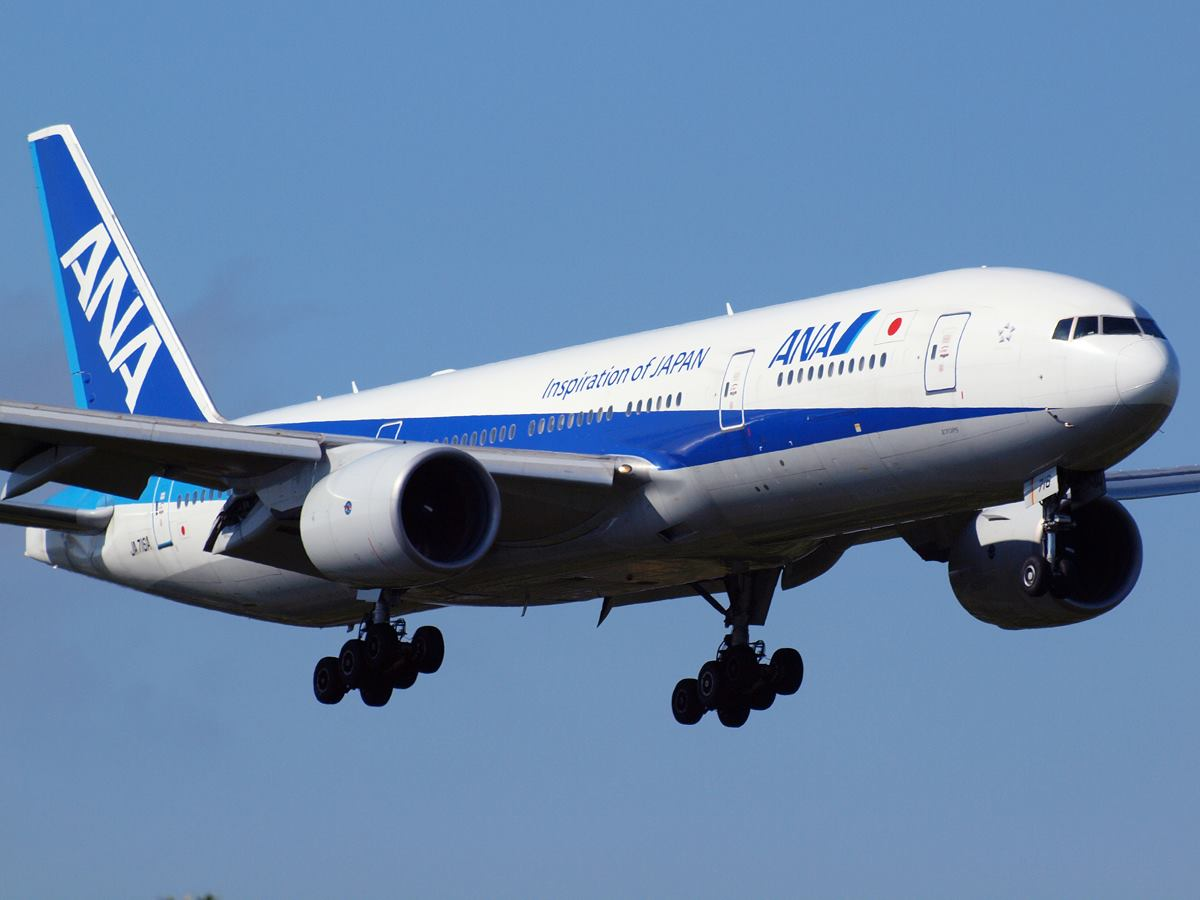
전일본공수의 보잉 777-200ER
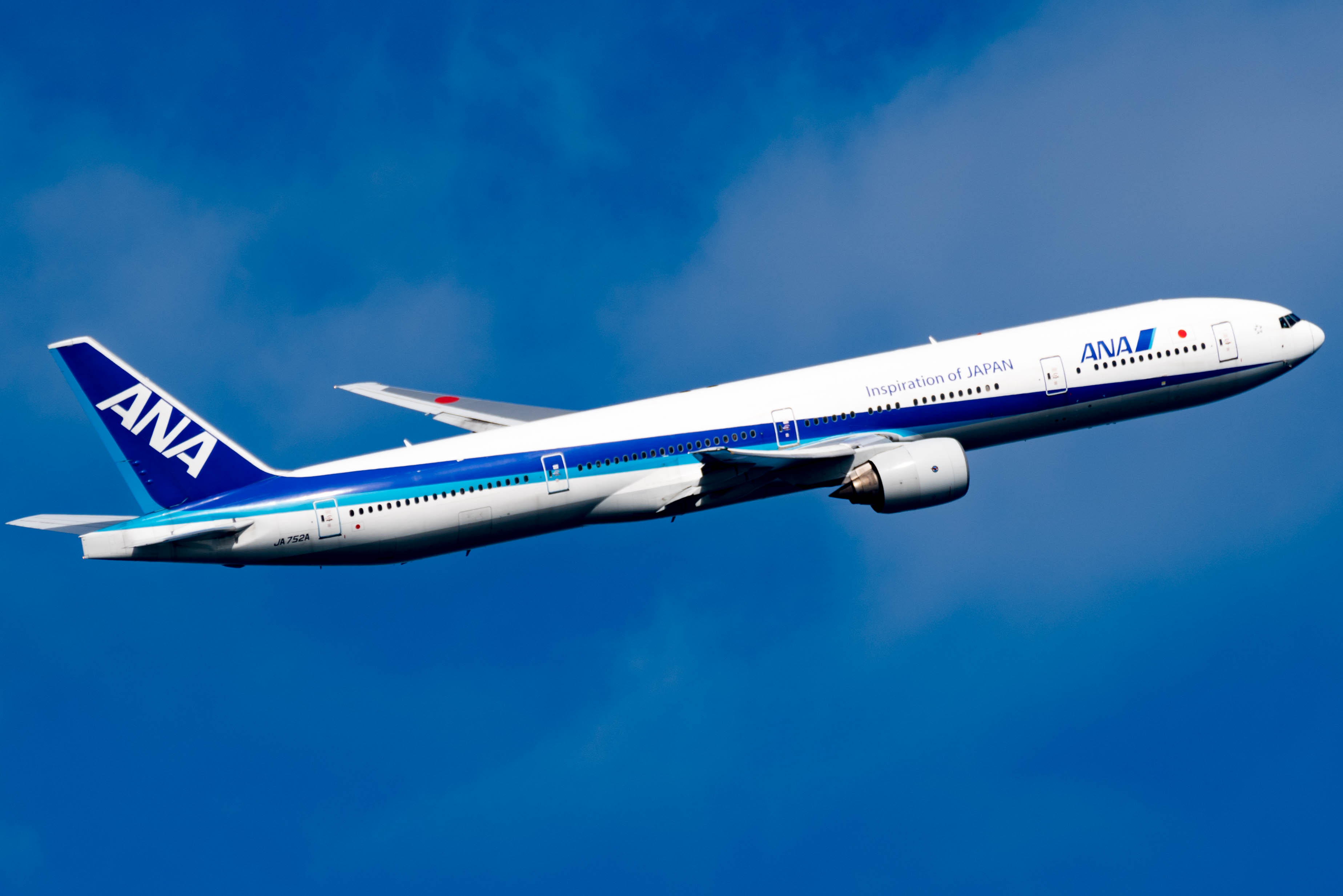
전일본공수의 보잉 777-300
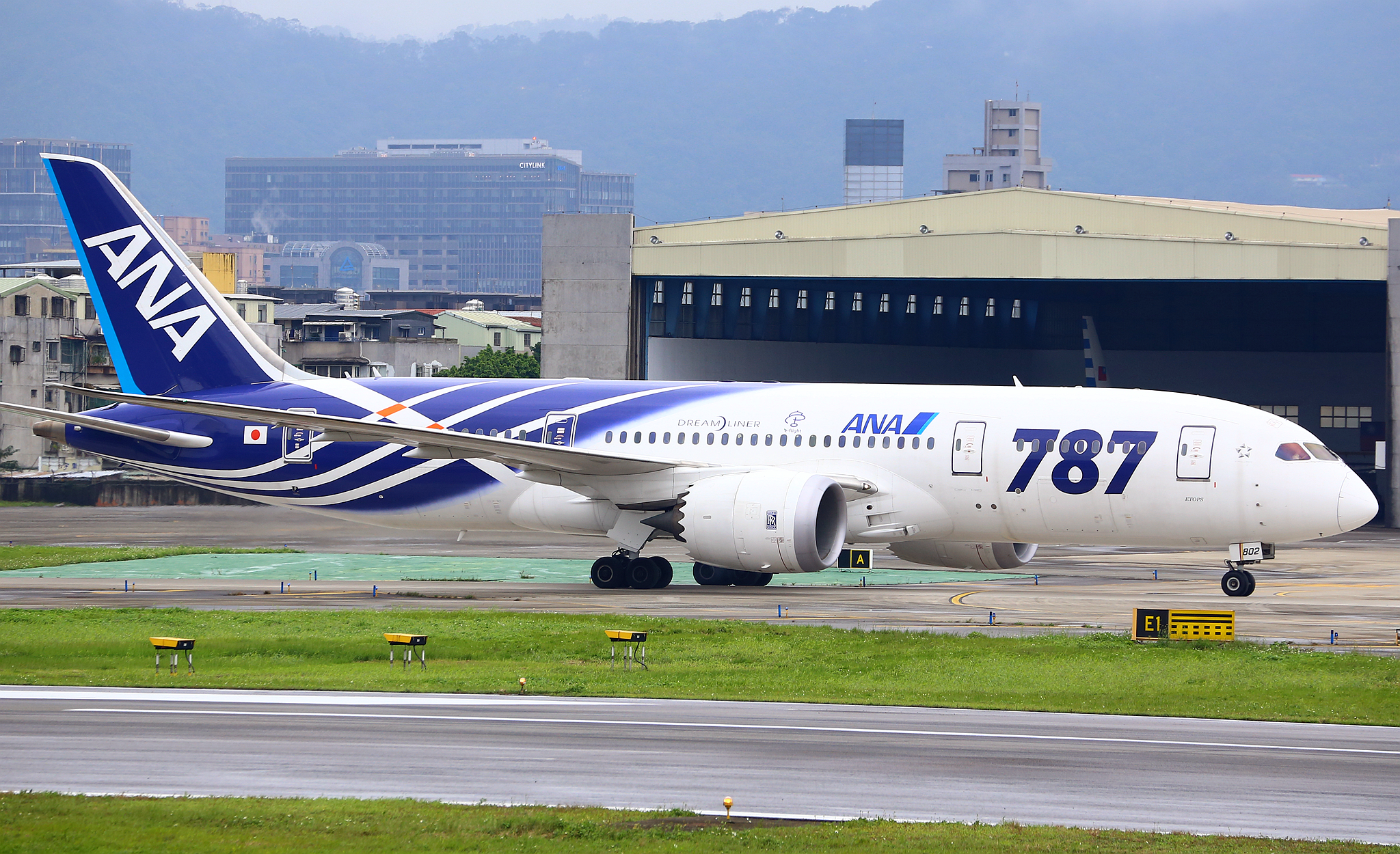
전일본공수의 보잉 787-8
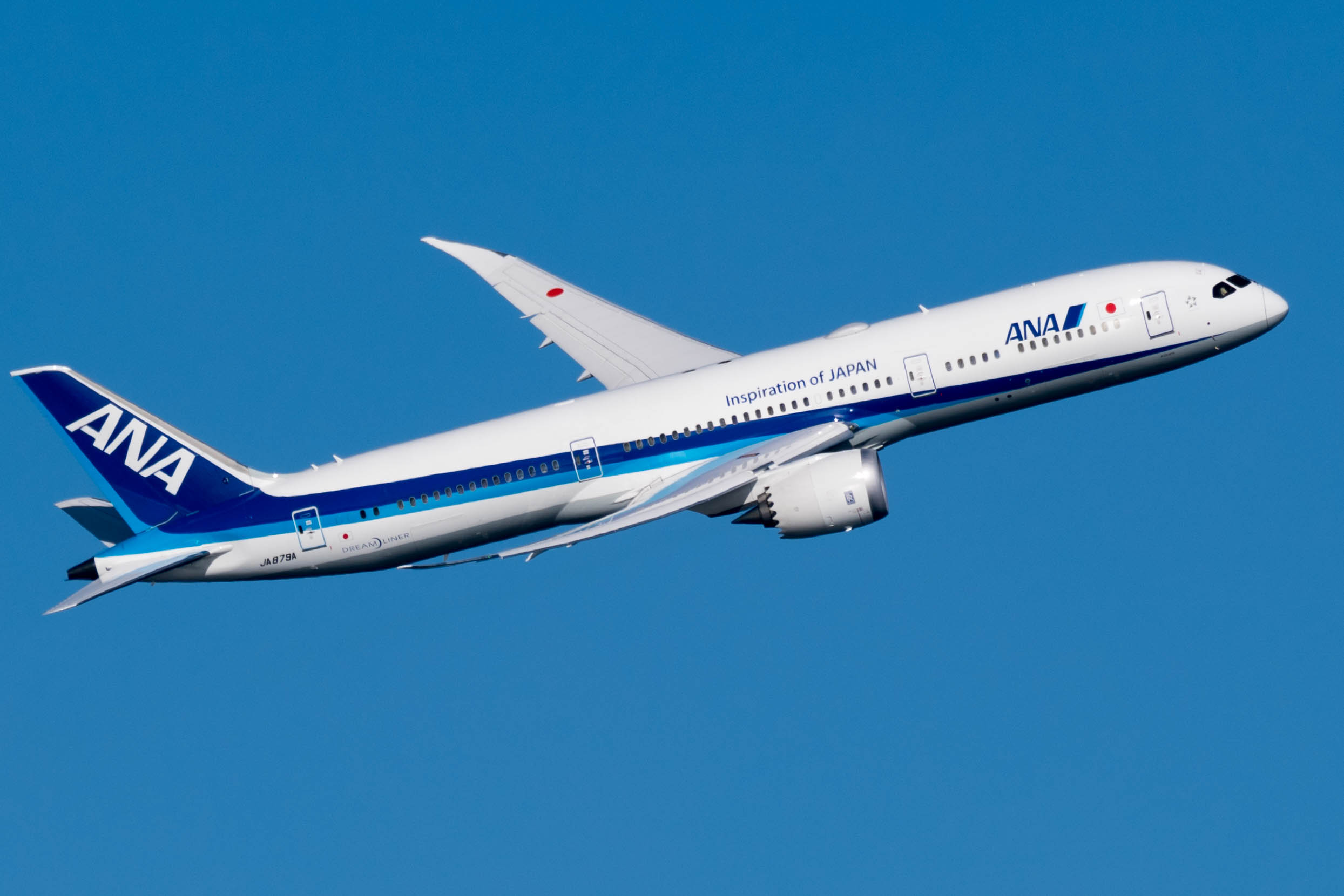
전일본공수의 보잉 787-9

## 같이 보기
- 항공
- 일본의 교통
- 일본의 공항 목록
- 일본의 교통
- 요코하마 플뤼겔스